# Red Bull RB11
Der Red Bull RB11 ist der elfte Formel-1-Rennwagen von Red Bull Racing. Er wird in der Formel-1-Weltmeisterschaft 2015 eingesetzt. Am 1. Februar 2015 wurde er auf dem Circuito de Jerez der Öffentlichkeit vorgestellt.

## Technik und Entwicklung
Der RB11 ist das Nachfolgemodell des RB10. Obwohl es sich bei dem Fahrzeug um eine Weiterentwicklung des Vorgängermodell handelt, unterscheidet es sich optisch aufgrund von Regeländerungen für die Formel-1-Saison 2015 deutlich, da die Bestimmungen im Bereich der Fahrzeugnase verändert wurden. Die Nase des Wagens ist sehr kurz und ragt nicht nach vorne über den Frontflügel hinaus, an der Spitze verjüngt sie sich stark, ähnlich wie beim Williams FW37.
Das Fahrzeug verfügt über ein System, bei dem Luft durch hohle Achskörper an der Vorderachse bis zur Radnabe geleitet wird, um den Luftstrom um die Vorderräder zu verbessern. Die Seitenkästen wurden deutlich verkleinert, da die Kühler im Inneren neu positioniert wurden. Unter der Airbox, dem Lufteinlass über dem Cockpit, sind zwei kleinere Lufteinlässe angebracht. Die hier einströmende Luft wird zum Kühlen der Motorelektronik verwendet.
Der Wagen bestand die erforderlichen Crashtests erst am 31. Januar 2015, einen Tag vor den ersten Testfahrten vor der Saison.
Angetrieben wird der RB11 vom Renault Energy F1 2015, einem 1,6-Liter-V6-Motor mit einem Turbolader.

## Lackierung und Sponsoring

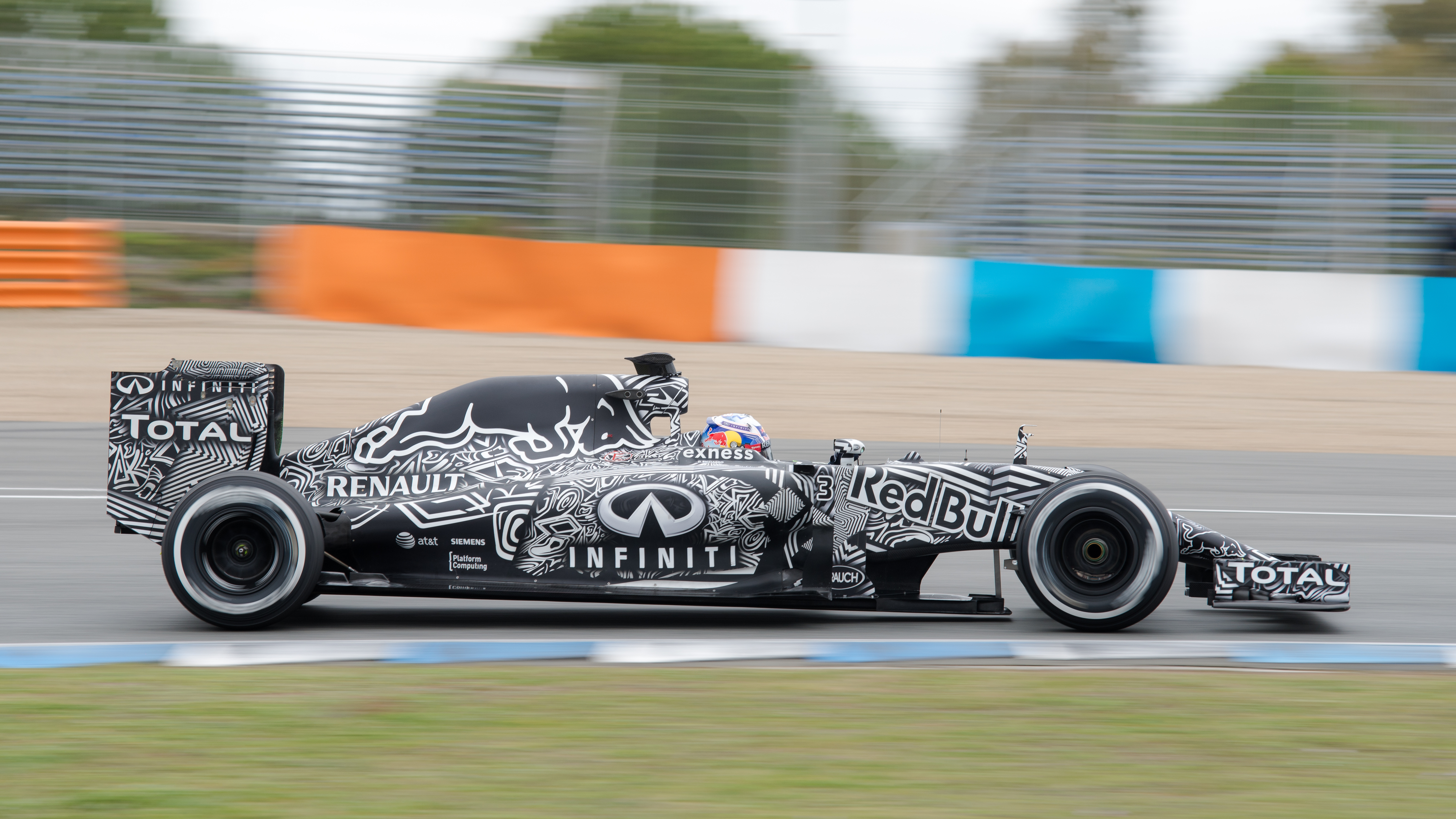
Daniel Ricciardo in Tarnlackierung bei den Testfahrten vor der Saison in Jerez

Das Fahrzeug war bei seiner Präsentation und den Testfahrten vor der Saison vollständig Schwarz-Weiß lackiert. Neben den Sponsorenschriftzügen bestand die Lackierung aus sehr vielen schwarzen und weißen Linien, die unregelmäßige Formen zeigten. Dieses Design erinnerte an die bei Erlkönigen zur Tarnung verwendete Krisselfolie. Ähnlich wie die Fahrzeughersteller bei Erlkönigen, wollte auch Red Bull auf diese Weise die genaue Form des Fahrzeugs sowie aerodynamische Details verschleiern.
Am 2. März 2015 wurde die endgültige Lackierung des Fahrzeugs vorgestellt. Die Grundfarben sind Lila und Dunkelblau. Die Total-Logos auf den Frontflügelendplatten und dem Heckflügel geben dem Fahrzeug in der Seitenansicht zusätzliche rote Farbakzente. Auf dem Fahrzeug sind neben Sponsorenaufklebern von Infiniti auf den Seitenkästen großflächige Aufkleber von Red Bull platziert, auf der Motorhaube und an der Nase das Red-Bull-Logo, auf Front- und Heckflügel sowie seitlich auf dem Monocoque der Red-Bull-Schriftzug. Weitere sichtbare Sponsoren sind Renault, Rauch und Casio.

## Fahrer
Red Bull Racing trat in der Saison 2015 mit dem Fahrerduo Daniel Ricciardo und Daniil Kwjat an, der wie sein Teamkollege ein Jahr zuvor vom Schwesterrennstall Toro Rosso zum Team wechselte. Hier ersetzte er Sebastian Vettel, der nach sechs Jahren bei Red Bull nun für Ferrari antrat.

## Ergebnisse
| Fahrer                          | Nr.                             | 1   | 2  | 3   | 4 | 5  | 6 | 7  | 8  | 9   | 10 | 11  | 12 | 13 | 14 | 15  | 16  | 17 | 18 | 19 | Punkte | Rang |
| ------------------------------- | ------------------------------- | --- | -- | --- | - | -- | - | -- | -- | --- | -- | --- | -- | -- | -- | --- | --- | -- | -- | -- | ------ | ---- |
| Formel-1-Weltmeisterschaft 2015 | Formel-1-Weltmeisterschaft 2015 |     |    |     |   |    |   |    |    |     |    |     |    |    |    |     |     |    |    |    | 172    | 4.   |
| D. Ricciardo                    | 3                               | 6   | 10 | 9   | 6 | 7  | 5 | 13 | 10 | DNF | 3  | DNF | 8  | 2  | 15 | 15* | 10  | 5  | 5  | 13 | 172    | 4.   |
| Daniil Kwjat                    | 26                              | DNS | 9  | DNF | 9 | 10 | 4 | 9  | 12 | 6   | 2  | 4   | 10 | 6  | 13 | 5   | DNF | 4  | 11 | 6  | 172    | 4.   |

| Legende  | Legende            | Legende                                                          |
| Farbe    | Abkürzung          | Bedeutung                                                        |
| -------- | ------------------ | ---------------------------------------------------------------- |
| Gold     | –                  | Sieg                                                             |
| Silber   | –                  | 2. Platz                                                         |
| Bronze   | –                  | 3. Platz                                                         |
| Grün     | –                  | Platzierung in den Punkten                                       |
| Blau     | –                  | Klassifiziert außerhalb der Punkteränge                          |
| Violett  | DNF                | Rennen nicht beendet (did not finish)                            |
| Violett  | NC                 | nicht klassifiziert (not classified)                             |
| Rot      | DNQ                | nicht qualifiziert (did not qualify)                             |
| Rot      | DNPQ               | in Vorqualifikation gescheitert (did not pre-qualify)            |
| Schwarz  | DSQ                | disqualifiziert (disqualified)                                   |
| Weiß     | DNS                | nicht am Start (did not start)                                   |
| Weiß     | WD                 | zurückgezogen (withdrawn)                                        |
| Hellblau | PO                 | nur am Training teilgenommen (practiced only)                    |
| Hellblau | TD                 | Freitags-Testfahrer (test driver)                                |
| ohne     | DNP                | nicht am Training teilgenommen (did not practice)                |
| ohne     | INJ                | verletzt oder krank (injured)                                    |
| ohne     | EX                 | ausgeschlossen (excluded)                                        |
| ohne     | DNA                | nicht erschienen (did not arrive)                                |
| ohne     | C                  | Rennen abgesagt (cancelled)                                      |
| ohne     | keine WM-Teilnahme |                                                                  |
| sonstige | P/fett             | Pole-Position                                                    |
| sonstige | 1/2/3/4/5/6/7/8    | Punktplatzierung im Sprint-/Qualifikationsrennen                 |
| sonstige | SR/kursiv          | Schnellste Rennrunde                                             |
| sonstige | *                  | nicht im Ziel, aufgrund der zurückgelegten Distanz aber gewertet |
| sonstige | ()                 | Streichresultate                                                 |
| sonstige | unterstrichen      | Führender in der Gesamtwertung                                   |